# Maladera cariniceps
Maladera cariniceps är en skalbaggsart som beskrevs av Julius Moser 1915. Maladera cariniceps ingår i släktet Maladera och familjen Melolonthidae. Inga underarter finns listade i Catalogue of Life.